# Jesse Sergent
Jesse Harold Sergent (* 8. Juli 1988 in Feilding) ist ein ehemaliger neuseeländischer Bahn- und Straßenradrennfahrer.
Jesse Sergent wurde 2005 in Wien Junioren-Bahnradweltmeister in der Mannschaftsverfolgung, gemeinsam mit Sam Bewley, Westley Gough und Darren Shea. Bei den Ozeanienspielen im selben Jahr in Wanganui errang er vier Medaillen, jeweils Gold in der Einerverfolgung der Junioren und im  Einzelzeitfahren auf der Straße, jeweils Silber in den Bahndisziplinen Punktefahren und Scratch. Bei den Junioren-Bahnradweltmeisterschaften 2006 im belgischen Gent gewann er Silber in der Mannschaftsverfolgung- und Bronze in der Einerverfolgung.
Bei den Olympischen Spielen 2008 in Peking war Jesse Sergent gemeinsam mit Sam Bewley, Hayden Roulston, und Marc Ryan Mitglied des neuseeländischen Team, das die Bronzemedaille in der Mannschaftsverfolgung gewann.
Ab 2009 startete Jesse Sergent zunehmend auch bei Straßenrennen und belegte so etwa bei den UCI-Straßen-Weltmeisterschaften 2011 den 18. Platz im Einzelzeitfahren. 2012 und 2013 startete er beim Giro d’Italia, 2014 bei der Vuelta a España.
2015 wurde Sergent während der Flandern-Rundfahrt von einem Begleitfahrzeug angefahren. Nach diesem Unfall musste er mehrfach operiert werden, und er konnte erst nach drei Monaten wieder erstmals trainieren. Anfang 2016 unterzeichnete er einen Vertrag bei ag2r La Mondiale mit dem Ziel, bei der Tour de France zu starten. Er bestritt jedoch mit der Tour de Suisse sein letztes Rennen und erklärte am 22. Juli 2016 seinen sofortigen Rücktritt vom aktiven Radsport.

## Erfolge – Bahn
2005
- Weltmeister – Mannschaftsverfolgung (Junioren) (mit Sam Bewley, Westley Gough und Darren Shea)

2006
- Neuseeländischer Meister – Einerverfolgung (Junioren)

2008
- Olympische Spiele – Mannschaftsverfolgung (mit Sam Bewley, Hayden Roulston und Marc Ryan)

2009
- Weltcup Peking – Einerverfolgung
- Ozeanienmeister – Einerverfolgung
- Ozeanienmeister – Madison (mit Tom Scully)

2010
- Commonwealth Games – Einerverfolgung
- Commonwealth Games – Mannschaftsverfolgung (mit Sam Bewley, Westley Gough und Marc Ryan)
- Weltcup Cali – Mannschaftsverfolgung (mit Sam Bewley, Westley Gough und Marc Ryan)
- UCI-Bahn-Weltmeisterschaften 2011 – Einerverfolgung
- UCI-Bahn-Weltmeisterschaften 2011 – Mannschaftsverfolgung (mit Peter Latham, Westley Gough und Sam Bewley)

2011
- Ozeanienmeister – Einerverfolgung
- Ozeanienmeister – Mannschaftsverfolgung (mit Sam Bewley, Aaron Gate und Marc Ryan)
- Weltcup Cali – Mannschaftsverfolgung (mit Sam Bewley, Aaron Gate und Marc Ryan)

2012
- Olympische Spiele – Mannschaftsverfolgung (mit Sam Bewley, Marc Ryan, Aaron Gate und Westley Gough)

## Erfolge – Straße
2006

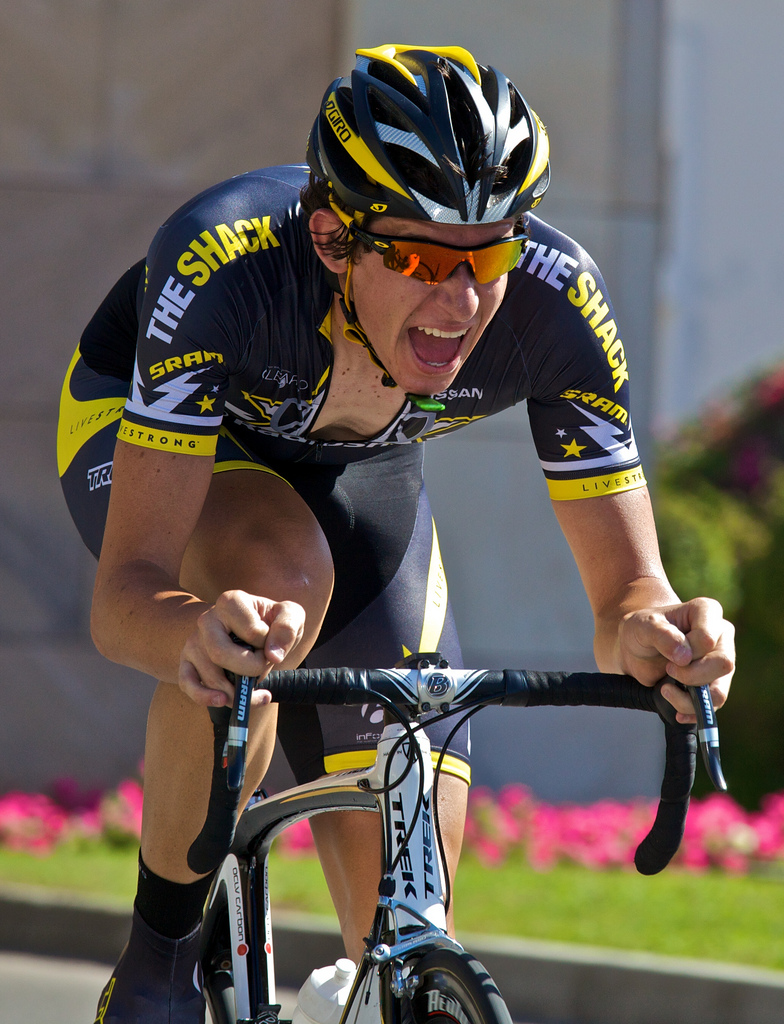
Sergent bei der Tour d’Oman 2010

- Neuseeländischer Meister – Einzelzeitfahren (Junioren)

2009
- Mannschaftszeitfahren Tour of Southland

2011
- Gesamtwertung und Prolog Drei Tage von Westflandern
- eine Etappe Eneco Tour
- Gesamtwertung und eine Etappe Tour du Poitou Charentes

2014
- eine Etappe Österreich-Rundfahrt

2015
- Mannschaftszeitfahren Tour of Alberta

## Teams
- 2009 Trek Livestrong
- 2010 Trek Livestrong U23
- 2010 Team RadioShack (Stagiaire)
- 2011 Team RadioShack
- 2012 RadioShack-Nissan
- 2013 RadioShack Leopard
- 2014 Trek Factory Racing
- 2015 Trek Factory Racing
- 2016 AG2R La Mondiale